# イヴェル・フォッスム
イヴェル・フォッスム（Iver Fossum，1996年7月15日 - ）は、ノルウェー・ドランメン出身のサッカー選手。FCミッティラン所属。ポジションはMF。

## 経歴
ストレームスゴトセトIFでキャリアを始め、2013年4月28日のモルデFK戦でデビュー。2015シーズンにはチームトップスコアラーとなった。
2015年12月23日、ハノーファー96と2020年までの契約を結んで移籍した。
2019年8月16日、オールボーBKに移籍した。
2023年7月10日、FCミッティランに3年契約で移籍した。

## タイトル
ストレームスゴトセト
- エリテセリエン：2013